# 春秋二倍暦説
春秋二倍暦説（しゅんじゅうにばいれきせつ）は、日本の考古学における仮説の一つ。古代日本史を復元する上でしばしば提唱される。

## 概要
古代の日本社会においては春から夏までの半年間と、秋から冬までの半年をそれぞれ1年と数えていたとする説で、ヤマト王権の初期に在位したとされる天皇たちの不自然な長寿を説明する際にしばしば用いられる。
『三国志』のいわゆる「魏志倭人伝」の注釈に当時の倭人について「其俗不知正歳四節但計春耕秋収為年紀（その風習は正しい年暦と四つの節分を知らず、ただ春の耕作と秋の収穫を計って年紀としている）」の記述を根拠に、古くは明治時代にデンマーク人ウィリアム・ブラムセンが類似した説を唱えたほか、初期の天皇たち（特に第2代綏靖天皇から第9代開化天皇までの所謂欠史八代）の事績や実在性そのものが疑問視されるようになったのに対し、坂本太郎や鳥越憲三郎をはじめとする幾人かの日本人学者がこの説を提唱した。

## 主な提唱者

### ウィリアム・ブラムセン
「一年二歳説」を日本の古代史についてはじめてとなえたのはウィリアム・ブラムセンである。
ウィリアム・ブラムセン William Bramsen 撫蘭仙 (1850-1881)デンマーク人。明治4年 (1871年)に来日、明治8年(1875年)から郵便汽船三菱会社に勤務。学術研究団体である日本アジア協会（The Asiatic Society Of Japan）の会員としても活躍した。
長崎で小島たきと結婚したブラムセンは日本語を流暢に話しただけではなく日本語の読み書きに加え、古文・漢文までこなしたという。日本の古銭の蒐集でも知られる。
明治13年(1880年)に和洋對暦表を出版。これは日本の年号とグレゴリオ暦・ユリウス暦との対応表である。太陽太陰暦である明治以前の日本の暦についても記述されており、ブラムセンの見識の深さがうかがえる。ブラムセンの来日直後である明治6年に明治の改暦がなされ日本もグレゴリオ暦が採用されていた。和洋對暦表は日本の最初の元号とされる大化元年(645年)から明治の改暦の年となる明治6年(1873年)までの対応表となっている。
この和洋對暦表の英語版である Japanese Chronological Tables では欧米の読者のために日本の暦法についての解説が加えられている。この中でブラムセンは第17代(注:神功皇后を含めている)仁徳天皇までの平均寿命を109歳とし、18代履中天皇から34代(注:角刺天皇こと飯豊青皇女を含めている)崇峻天皇までの平均寿命を61.5歳とした。ブラムセンの表は明治時代の資料によるものであるから、現代の定説とは数字が異なる部分がある。
| 1～17    |      | 18～34 |      |
| -------- | ---- | ------ | ---- |
| 神武     | 127  | 履中   | 77   |
| 綏靖     | 84   | 反正   | 60   |
| 安寧     | 57   | 允恭   | 80   |
| 懿徳     | 77   | 安康   | 56   |
| 孝昭     | 114  | 雄略   | 62   |
| 孝安     | 137  | 清寧   | 42   |
| 孝霊     | 128  | 角刺   | 45   |
| 孝元     | 117  | 顕宗   | 38   |
| 開化     | 115  | 仁賢   | 51   |
| 崇神     | 120  | 武烈   | 57   |
| 垂仁     | 141  | 継体   | 82   |
| 景行     | 143  | 安閑   | 70   |
| 成務     | 108  | 宣化   | 73   |
| 仲哀     | 52   | 欽明   | 63   |
| 神功皇后 | 100  | 敏達   | 48   |
| 応神     | 111  | 用明   | 69   |
| 仁徳     | 122  | 崇峻   | 73   |
| 合計     | 1853 |        | 1046 |
| 平均     | 109  |        | 61.5 |

ここでブラムセンは単に古文書の編纂時点で年齢を倍化させたのではなく、古代の日本では春分から秋分、秋分から春分までをそれぞれ1年として数えていたと考え、それにより寿命が二倍になっているのだと説明した。
和暦の暦法にも精通していたブラムセンであるが、日本書紀などに記される古代の年月の記述は信用していなかったのだろう、同書の前書きで ”the calendars existing for the time up to the beginning of the 8th century, are not authentic.” 8世紀初頭までの暦は信頼できないと述べている。二倍年暦の説明は平均寿命によってなされており、記紀の古代の干支などについては触れていない。
ブラムセンは仁徳天皇の在位中（4世紀末から5世紀前半）に中国暦（これは普通の1年を数える暦）が伝わり、二倍年暦ではなくなったのだろうと推察している。彼によれば仁徳天皇は日本書紀が伝える122歳の半分の61歳、次代の履中天皇は在位7年ののち77歳で亡くなったとされるため、(77-7)×½+7 = 42歳、同様に反正天皇は36.5歳、允恭天皇は68歳で亡くなったと結論した。中国の暦法（ここでは一倍年暦）導入を仁徳天皇崩御の399年としている。また、神武天皇即位は紀元前130年であるとしている。

### 大倉粂馬
大倉粂馬（おおくらくめま 1866-1954）を「一年二歳説」をとなえたとする言説もみられる。
大倉の著書「擬日本紀概要」(1956年)によれば、上古の紀年については辻善乃助「日本文化史」 (1950-1952年)を参照しており、讖緯説（しんいせつ）により新たに紀年を作成したとしている。そして「日本書紀の紀年は歴代治世年数を倍加して得たものである」とし、編纂よって倍加したのならば、半減させることで本来の紀年を復元できるのではないかと考え、その復元案を示した。
大倉の主張は、日本書紀の編纂のタイミングで倍加して歴史を長大にしたという主張である。編纂で紀年を操作したと考えれば、世界に類を見ない春秋暦なるものを想定せずともよく、大倉の著書には春秋暦のような案は記載されない。あくまで編纂時の紀年の操作であるとしている。いわゆる一年二歳説とは主張の意味合いは大分異なる。

### 古田武彦
「二倍年暦」という用語は古田武彦 1973年 『失われた九州王朝 : 天皇家以前の古代史』が初出であるが、それに先立って1971年 『「邪馬台国」はなかった』にて「一年に二回歳をとった倭人」という記述をしている。
古田の「二倍年暦」は魏志倭人伝の「其俗不知正歳四節、但記春耕秋收為年紀」に基づく。説の補強として「其人壽考或百年或八九十年」も引用されている。いわゆる『魏志倭人伝』、すなわち三国志魏書巻30 烏丸鮮卑東夷伝 倭人の条にある注釈で、南朝宋の裴松之が『魏略』から引用したものとされる。
古田以前からこの割注は知られており、「日本人は正月も四季も知らない。ただ春に耕し、秋に収穫するのを数えて1年としている」と解釈するのが通常である。古田はこれを《倭人は「春耕」と「秋收」の二点を「年紀」とする、つまり「一年に二回歳をとる」》と解釈した。
古田以降、この二倍年暦説について取り上げた書籍が多数出版されており、賛否両論あれどこの二倍年暦説を一躍有名にしたのは古田であろう。

#### 「邪馬台国」はなかった 1971年
『「邪馬台国」はなかった』(1971年)では魏志倭人伝の記述を元に邪馬台国について検討をしているが、終章では倭国以外の記述についての検討をしている。その中で
又有裸國黒齒國　復在其東南　船行一年可至
という黒歯国の記述について、黒歯国は太平洋を横断し更に南下した先にあるアンデス（先インカ）文明圏であると比定した。この際、出版時の直近10年でのヨットによる太平洋横断の例を挙げ
- 堀江謙一 1962年、西宮→サンフランシスコ、三か月と一日
- 鹿島郁夫 1967年、ロサンゼルス→横浜、三か月と十日
- 牛島龍介 1969年、博多→サンフランシスコ、二か月と二十七日

これらから日本列島―北アメリカ大陸間をほぼ三か月の航路とし、さらに南米北・中部までの航路を加えると船行半年になるとした。
ここで、古田は魏志倭人伝の「船行一年」とは一年に二回歳をとる倭人の知識による「一年」であるとし、つまり通常の暦で言うところの「船行半年」のことであるとした。

古田は
魏略に曰く「其の俗、正歳四節を知らず。但〻春耕・秋収を計りて年紀と為す」
（略）

倭人は「春耕」と「秋収」の二点を「年紀」とする、つまり「一年に二回歳をとる」という意味だ
とし、また説の補強として
その人、寿考（ながいき）、或は百年、或は八、九十年。
を引用している。
古田は二倍年暦により「船行一年」の記述は正確となることをもって、倭人はアメリカ大陸を知っていたとし《『三国志』魏志倭人伝の記述に、誇張はない。それは、一貫して正確、かつ真実（リアル）である》と結論した。

#### 失われた九州王朝: 天皇家以前の古代史 1973年
前著『「邪馬台国」はなかった』では二倍年暦は終章のおまけのような扱いであったが、「失われた九州王朝」では倭の五王についての検討に際して二倍年暦を用いた検討を行っている。

古田は古代天皇の年齢については原資料があったであろうとし、
『記』『紀』の天皇長寿が、七、八世紀の編者によって造作されたものではなく、彼らにとっては異質の世界の原資料そのものに依拠していることを示している。その原資料は、「二倍年暦」にもとづく寿命計算に立つものであった。むろん、『記』『紀』の編者は、すでにわたしたちと同じ「一倍年暦」の世界に生きていた。したがって、彼らの目にもまた異様に見えたに違いないこれら長寿群に対し、あえて「二倍年暦」という本質に対しては改変の手を加えず、そのままの”流儀”で記載しているのである。
と、原資料が二倍年暦で記載されており、記紀の編者はその数字をそのまま書いたことにより改変がなされた、意図的な造作ではなかったとしている。原資料があったにもかかわらず古事記、日本書紀で年齢に食い違いがある点をどう解釈するかについては古田は触れていない。

二倍年暦の終わりについては
『記』では応神（百十歳）、『紀』では雄略（百二十四歳）まで続いていることは確実だ。しかし、実は『紀』の方では継体まで続いているとみられる。
という見解を述べている。

## 欠史八代実在説
学会の主流となっている非実在説については欠史八代を参照。
歴史学ではこれらの天皇は実在せず後世になって創作された存在と考える見解が有力であるが、八代全部の実在したという立場を取肯定する研究者や、八代の全てが創作ではないとみる「一部肯定説」的な研究者も複数いる。

### 寿命問題
| 神武天皇 | 124 |
| 綏靖天皇 | 84  |
| 安寧天皇 | 67  |
| 懿徳天皇 | 77  |
| 孝昭天皇 | 114 |
| 孝安天皇 | 137 |
| 孝霊天皇 | 128 |
| 孝元天皇 | 126 |
| 開化天皇 | 111 |
| 崇神天皇 | 119 |
| 垂仁天皇 | 139 |
| 景行天皇 | 147 |
| 成務天皇 | 107 |
| 仲哀天皇 | 53  |
| 応神天皇 | 111 |
| 仁徳天皇 | 143 |

古代の天皇たちの実在性を立証する上で最大の問題となっているのがその人間離れした寿命の長さである。日本書紀の記述では神武天皇を含む9代の内の実に6人が100歳を越える年齢で崩御しており、殆んどの人間が40歳程度で死亡していた弥生時代においては極めて非現実的な数字となっている。
一般的な解釈ではこれらの寿命は讖緯説に則って皇室の歴史を中国や朝鮮と同程度の長さまで引き延ばす事で、国威を示す意図があったとされるものの、単に皇室の起源を遡らせるだけならば、自然な長さの寿命を持つ天皇の存在を何人も創作して代数を増やすこともできる。にもかかわらず、敢えてそれをしなかったのは、帝紀記載の天皇の代数を尊重したためであったと考えられるという指摘がある。そのため、古代天皇の不自然な寿命の長さが、かえって系譜自体には手が加えられていないことを証明していると考えることもできる。他国の例として、朝鮮半島の三国時代を扱った三国史記では、新羅と百済が共に高句麗よりも建国時期が古くなっている。
中国の史書からも紀元前の建国が確実な高句麗に対して、実質的な建国が4世紀と見られる両国が対抗上から行ったと考える説もある。いずれにしても、王の在位年数を2倍または4倍にすることで建国を400年程度遡らせている。また、『古事記』と『日本書紀』の年代のずれが未解決であるため、史書編纂時に意図的な年代操作はないとして原伝承や原資料の段階で既に古代天皇達は長命とされていた可能性を指摘する説もある。さらに、先代天皇との親子合算による年数計算を考慮すべきとの説もある。

## 倍暦説詳細
日本の伝統行事や民間祭事には（大祓や霊迎えなど）一年に二回ずつ行われるものが多いが、古代の日本では半年を一年と数えて一年を二回カウントしていたと考える『半年暦説』がある。
『魏志倭人伝』の裴松之注には「『魏略』に曰く、その俗正歳四節を知らず。ただ春耕秋収を計って年紀と為す」と記されており、古代の倭人が一年を耕作期（春・夏）と収穫期（秋・冬）の二つに分けて数えていた可能性が窺える。そのことを踏まえれば天皇達の異常な寿命・在位年数にも不自然さがなくなり、『魏志倭人伝』の記述にある倭人が「百年、あるいは八、九十年」まで生きたという古代人としては異常な長寿についても説明がつく。
また一つの季節を一年と数え、一年を四回カウントする『4倍年暦説』もある。この二通りで古代天皇の在位年数を計算すると以下のようになる。
1. 神武天皇　半年暦で38年、4倍年暦で19年
2. 綏靖天皇　半年暦で16.5年、4倍年暦で8.25年
3. 安寧天皇　半年暦で19年、4倍年暦で9.5年
4. 懿徳天皇　半年暦で17年、4倍年暦で8.5年
5. 孝昭天皇　半年暦で41.5年、4倍年暦で20.75年
6. 孝安天皇　半年暦で51年、4倍年暦で25.5年
7. 孝霊天皇　半年暦で38年、4倍年暦で19年
8. 孝元天皇　半年暦で28.5年、4倍年暦で14.25年
9. 開化天皇　半年暦で30年、4倍年暦で15年
10. 崇神天皇　半年暦で34年、4倍年暦で17年

古代においては兄弟相続、傍系相続が普通であり、また平均寿命が40 - 50年であったことを考慮すると、実際は在位年数に4倍年暦、即位前の年齢には半年暦を採用していた可能性が高い。それら考慮した場合、その世代数は以下のようになる。
1. 1.神武
2. 2.綏靖・安寧
3. 3.懿徳・孝安（別族）
4. 4.孝昭
5. 5.孝霊・孝元
6. 6.開化・崇神

また、皇室の存在を神秘的に見せるために長命な天皇を創作するのであれば旧約聖書の創世記に出てくるアダムのような飛び抜けた長命（930歳まで生きたとされる）にしてもよいのに、二分の一、四分の一に割って不自然な寿命になる天皇は一人も存在せず、このことも半年暦が使用されていたことを窺わせる。また、17代履中天皇以降から不自然な寿命が少なくなり、『古事記』と『日本書紀』の享年のずれがおおよそ二倍という天皇もおり（実在が有力な21代雄略天皇の享年は『古事記』では124歳、『日本書紀』では62歳と、ちょうど二倍。26代継体天皇も『古事記』43歳と『日本書紀』82歳で、ほぼ二倍）、この時期あたりが半年暦から標準的な暦へ移行する過渡期だったと推測することもできる。また、日本書紀の暦は20代安康天皇3年(456年)以降は元嘉暦が使用されているがそれ以前は書記編纂時に使われていた儀鳳暦で記述されており、このことから安康以降は元嘉暦による記録が存在したもののそれ以前は暦法といえるような暦が残っていなかったために便宜的に書記編纂時の儀鳳暦を当てはめたと考えられ、この時期に暦にまつわる大きな変革があったとも推測できる。